# Archäologisches Museum Dion
Um neben den archäologischen Funden der Ausgrabungsstätte in Dion die Geschichte und Archäologie Pierias angemessen präsentieren zu können, wurde 1983 das moderne Archäologische Museum Dion (griechisch Αρχαιολογικό Μουσείο Δίου) erbaut.

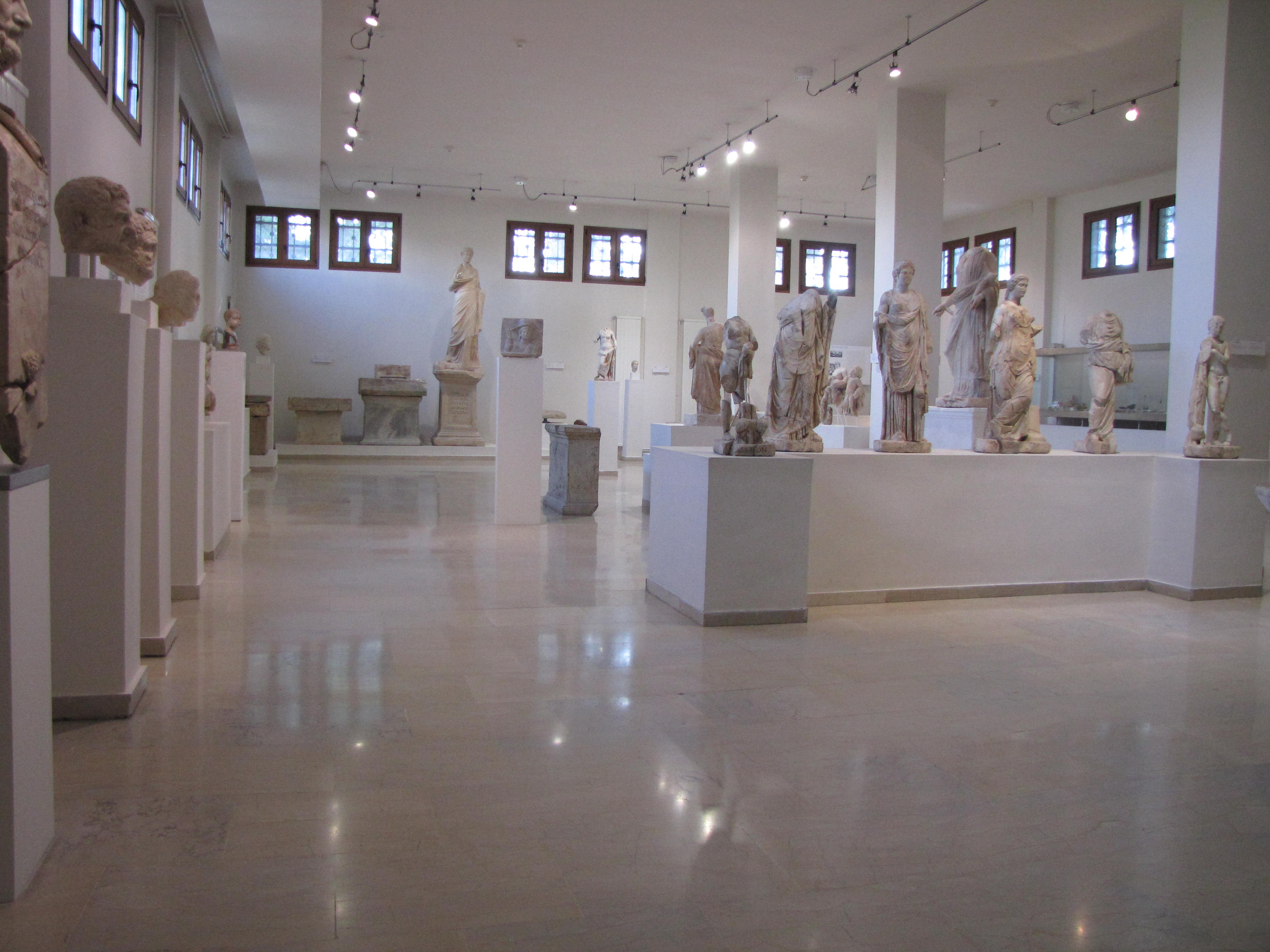
Dion Museum

## Lage
Am südlichen Rand des Ortes Dion, 500 m von dem Archäologischen Park entfernt, befinden sich das Archäologische Museum und die Archäothiki.

## Die Ausstellung
Durch die wechselnden Herrscher und Religionen ist im Museum eine Mischung von Artefakten zu sehen. Beginnend mit der klassischen Periode über die hellenistische Periode bis zu der Zeit, als die Römer Dion besetzten und das Aussehen der antiken Stadt prägten. Neben den Kultstätten der Griechen etablierten die Römer den Isis-Kult, der wie die anderen Kulte durch das Christentum abgelöst wurde.
Das Museum erstreckt sich über drei Etagen. Im Untergeschoss werden Münzen, Werkzeuge und Modelle antiker Anlagen ausgestellt. Im Erdgeschoss stehen im Wesentlichen Statuen, Statuetten, schriftliche Zeugnisse und kirchliche Funde. Im Obergeschoss werden die Fundstücke aus den Häusern und aus der näheren Umgebung gezeigt. Hinter dem Museum, auf der Südseite, sind Säulen und größere steinerne Artefakte zu sehen.

### Statuen und weitere Fundstücke der Heiligtümer, Kirchen und Häuser

#### Große Therme – Asklepios-Heiligtum

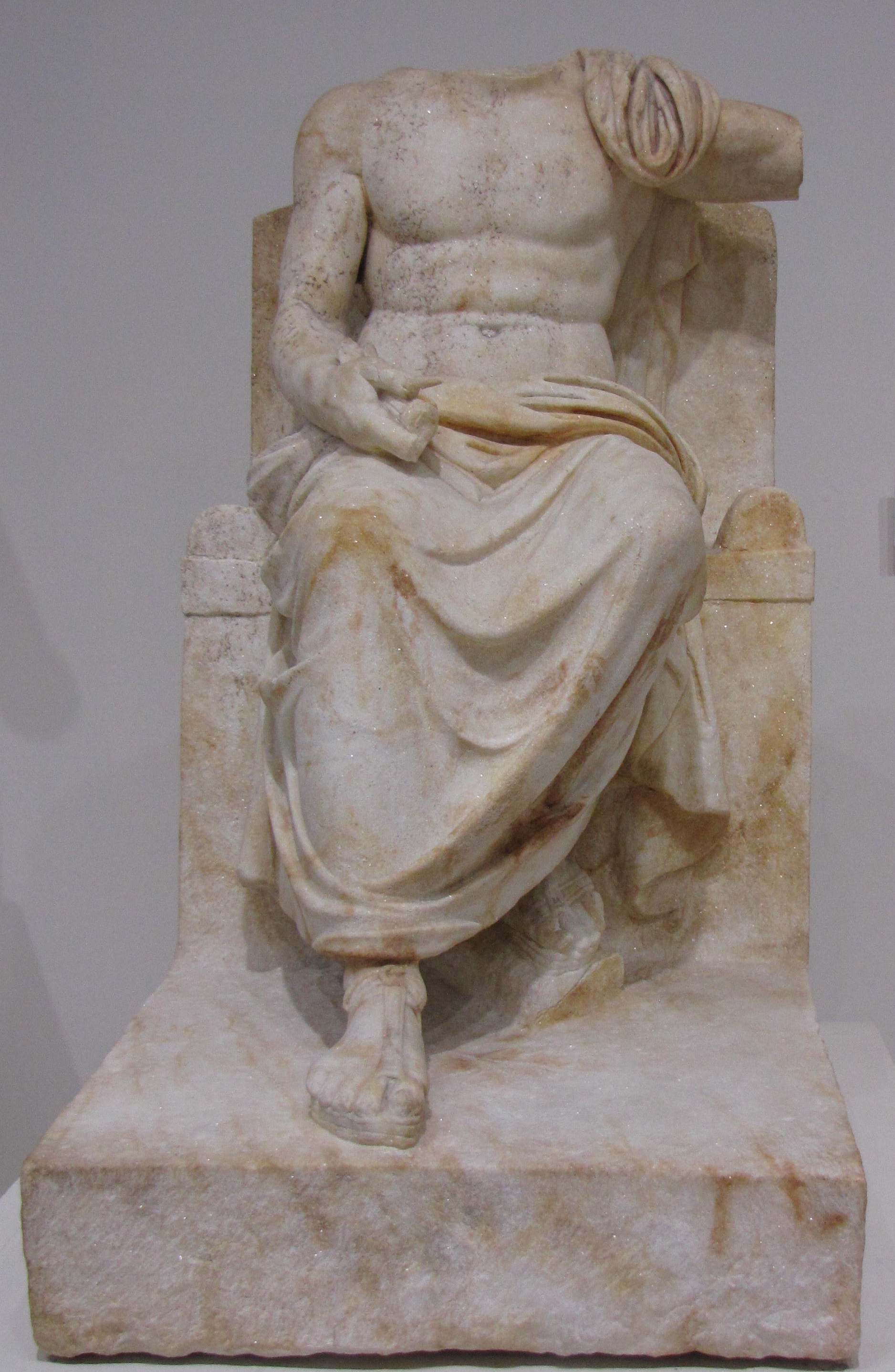
Zeus Hypsistos

Unter den Überresten der großen Therme befanden sich mehrere Statuen, die Asklepios, den Heiler und Beschützer des Körpers, und Teile seiner Familie darstellen. Neben seiner Frau Epione standen Statuen seiner Söhne Podaleirios und Machaon. Von seinen Töchtern wurden Statuen von Hygieia, Panakeia, Akeso und Iaso gefunden.

#### Das Isis-Heiligtum
Ab dem 2. Jahrhundert v. Chr. begann der Isis-Kult, den Artemis-Kult zu verdrängen. Es fanden sich Statuen der Isis Tyche, der Isis Lochia, der Göttin der Geburt, und von Aphrodite Hypolympiada. Eine Statue von Julia Phrougiane Alexandra stand bei den Ausgrabungen aufrecht auf ihrem Sockel. Des Weiteren werden Statuetten von Harpokrates, dem Begleiter der Isis, und steinerne Tafeln, die Fußabdrücke unterschiedlicher Größe (möglicherweise von Mann und Frau) zeigen, ausgestellt. Neben den Darstellungen von Personen fand man den oberen Teil einer Brunnenfassung sowie Kultgegenstände wie einen Mühlstein, eine Fruchtpresse und einen kleinen Altar.

#### Das Demeter-Heiligtum
Es ist das älteste bisher freigelegte Heiligtum in Dion und stammt aus dem 6. Jahrhundert v. Chr. Auf dem Gelände wurden Kultgegenstände, Tonfiguren, Lampen, Vasen und Münzen gefunden. Im Museum ausgestellt sind Teile von Statuen aus verschiedenen Epochen. So stammen ein Kopf der Demeter aus dem 4. Jahrhundert v. Chr. und ein Kopf der Aphrodite aus dem 1. Jahrhundert n. Chr. Ein steinerner Altarblock diente während der Opferzeremonie für die Göttin Aphrodite als Ablage für das Fleischopfer. Die römische Kopie einer Statue der Artemis (Original aus dem 4. Jahrhundert v. Chr.) wurde im Quellgebiet des Flusses Vaphyras gefunden und wird unter der Bezeichnung „Artemis Vaphyria“ ausgestellt.

#### Heiligtum des Zeus Olympios
Eine Statue des Perseus, des letzten Königs von Makedonien (179 – 168 v. Chr.) und steinerne Schrifttafeln werden im Museum ausgestellt. Darunter befinden sich Briefe von König Philipp V. an seine Beamten und die Bürger von Dion, eine Übereinkunft mit den Bürgern von Lysimacheia in Thrakien und ein Brief an die Bürger von Pherse und Demetrias. Neben weiteren Dokumenten wird eine Liste von Gläubigen ausgestellt, in der fünf Witwen als Bürgerinnen erwähnt werden.

##### Die Schrifttafeln aus dem Heiligtum des Zeus Olympios
- Ein Schreiben des Königs Antigonos Gonatas an Agasikles. Die 16 Zeilen des Schreibens aus dem 3. Jahrhundert v. Chr. behandeln die Beilegung eines Streits zwischen Noumenios und seinen Kindern. Es ging um die Nutzung und den Besitz eines großen Grundstücks.
- Ein Schreiben König Philipps V. an den Magistrat von Dion aus dem Jahr um 180 v. Chr. Der Adressat, Eurylochos, wurde darin angehalten, den religiösen Status der Stadt Cyzicus in Kleinasien als einen religiösen Ort anzuerkennen. Ein religiöser Ort war zu dieser Zeit keiner weltlichen Herrschaft untergeben.
- Fragmente einer Schrifttafel (um 200 v. Chr.), die eine Allianz zwischen König Philipp V. und den Bürgern Lysimacheia bestätigt. Auf den Fragmenten ist der Eid enthalten, der von den Gesandten der Bürgerschaft von Lysimacheia geleistet wurde. Ein anderes Fragment bezieht sich auf eine Bedingung der Allianz, nämlich das Verbot Allianzen mit einer der beiden paktierenden Parteien feindlich gesinnten Lagern zu schließen.
- Ein Brief König Philipps V. (206–205 v. Chr.) an die Bürger der thessalischen Städte Pherrai und Demetrias. Darin legt er die Grenze zwischen den beiden Städten anhand spezifischer lokaler Gegebenheiten fest.
- Bestätigung einer Allianz zwischen König Perseus und den Boiotiern (172 v. Chr.). Von dieser Verbindung versprach sich Perseus Unterstützung gegen die Römer. Der römische Historiker Livy notierte, dass drei steinerne Stelen existieren, auf denen dieser Pakt niedergeschrieben wurde. Eine davon stand in Theben, dem Zentrum Boiotiens. eine zweite Stele stand in Delphi und eine dritte in einem berühmten Ort, dessen Name nicht überliefert wurde. Die Entdeckung der fehlenden, dritten Stele in Dion zeugt von der damaligen Bedeutung der Stadt.[1]

#### Das Heiligtum des Zeus Hypsistos
Ausgestellte Funde dieses Heiligtums sind Kultstatuen des Zeus und der Hera sowie zwei steinerne Statuetten von Adlern.

#### Weitere Exponate
Aus frühchristlicher Zeit sind steinerne Reliefs, Grabsteine, Kruzifixe und Gegenstände der Liturgie zu sehen. Aus dem „Haus der Leda“ wird ein vollständig erhaltener Marmortisch, der von einer Löwenstatue getragen wird, ausgestellt. Neben zahlreichen weiteren Statuen und Statuetten ist ein Mosaik aus der Villa des Dionysos zu sehen, das ein Medusenhaupt in einem kreisförmigen Rahmen darstellt.

### Münzen

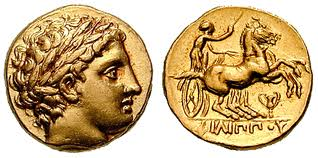
Goldstater

Ausgestellt werden die unterschiedlichsten Münzen, die in Dion während der Ausgrabungen gefunden wurden. Darunter der von Philipp II. emittierte Goldstater, der die wichtigste Währung des Balkans und Europas war und einen Wert von 2 Drachmen besaß. Die silberne Vierteldrachme (τετράδραχημο), die Alexander der Große prägen ließ, war im gesamten Osten seines Reichs verbreitet. Eine Schautafel im Untergeschoss des Museums zeigt auf einer Zeitachse die geprägten Münzen in Verbindung mit den herrschenden Königen Makedoniens.
Das vorherrschende Material zur Münzherstellung aber war Silber. Es wurden hauptsächlich schwere, wertvolle Silbermünzen geprägt, von denen Stücke in Mesopotamien, Ägypten oder der Levante gefunden wurden. Aber auch kleinere Münzen, gedacht für die Zahlungen des täglichen Lebens, wurden geprägt.
Neben den gängigen Zahlungsmitteln wurden Münzen, auf denen Götter wie Zeus, Athene oder Artemis abgebildet waren, gefunden.

#### Das makedonische Münzwesen
Im nördlichen Griechenland wurden Münzen als Tauschmittel schon recht früh eingeführt. Bedingt durch Edelmetall-Minen auf der Halbinsel Chalkidiki und dem Pangaion Gebirge waren genügend Rohstoffe zur Münzprägung verfügbar. In der ersten Hälfte des 5. Jahrhunderts v. Chr. führte Alexander I. das Münzwesen im Makedonischen Königreich ein. Der Hauptgrund für diesen Schritt war die Verpflichtung, Steuern an die Perser zu entrichten. Durch die Ausweitung seines Königreichs nach Osten, brachte Alexander I. weitere Minen, in der Umgebung von Philippi gelegen, unter seine Kontrolle. Der Ertrag allein aus diesen Minen wurde auf ein Talent Silber (zirka 26 kg) pro Tag beziffert. Je nach ausreichender Verfügbarkeit des Rohstoffs Silber wurden die Münzen entweder aus reinem Silber, oder aus einer Silberlegierung unter Beimischung anderer Metalle hergestellt. Ab dem 5. Jahrhundert v. Chr. existierten zwei Währungen parallel. Schwerere und wertvollere Münzen für den Außenhandel und kleinere, geringeren Wertes, für Zahlungen innerhalb Makedoniens. Gegen Ende des 5. Jahrhunderts wurden die kleineren Silberlinge nach und nach durch Bronzemünzen ersetzt. Philipp II. dehnte den Makedonischen Staat weiter aus und gewann so die Kontrolle über weitere Minen. Neben der Prägeanstalt in Pella wurde eine weitere, vermutlich in Amphipolis, errichtet. Ab dieser Zeit wurden Goldmünzen nach dem attischen Standard (siehe Attisches Talent), der von Philipp II. eingeführt wurde, hergestellt.
Eine besondere Münzkategorie sind die sogenannten Geistermünzen (griechisch δανακέ, danake; englisch Ghost Coins). Sie bestehen aus Blattgold und wurden Verstorbenen in den Mund gelegt, um damit den Fährmann Charon zu bezahlen. Dieser brachte, gemäß der griechischen Mythologie, die Toten über einen Fluss in das Totenreich des Hades.
Die in Dion und Umgebung gefundenen Stücke stammen aus dem 4. und 3. Jahrhundert v. Chr.

#### Das römische Münzwesen

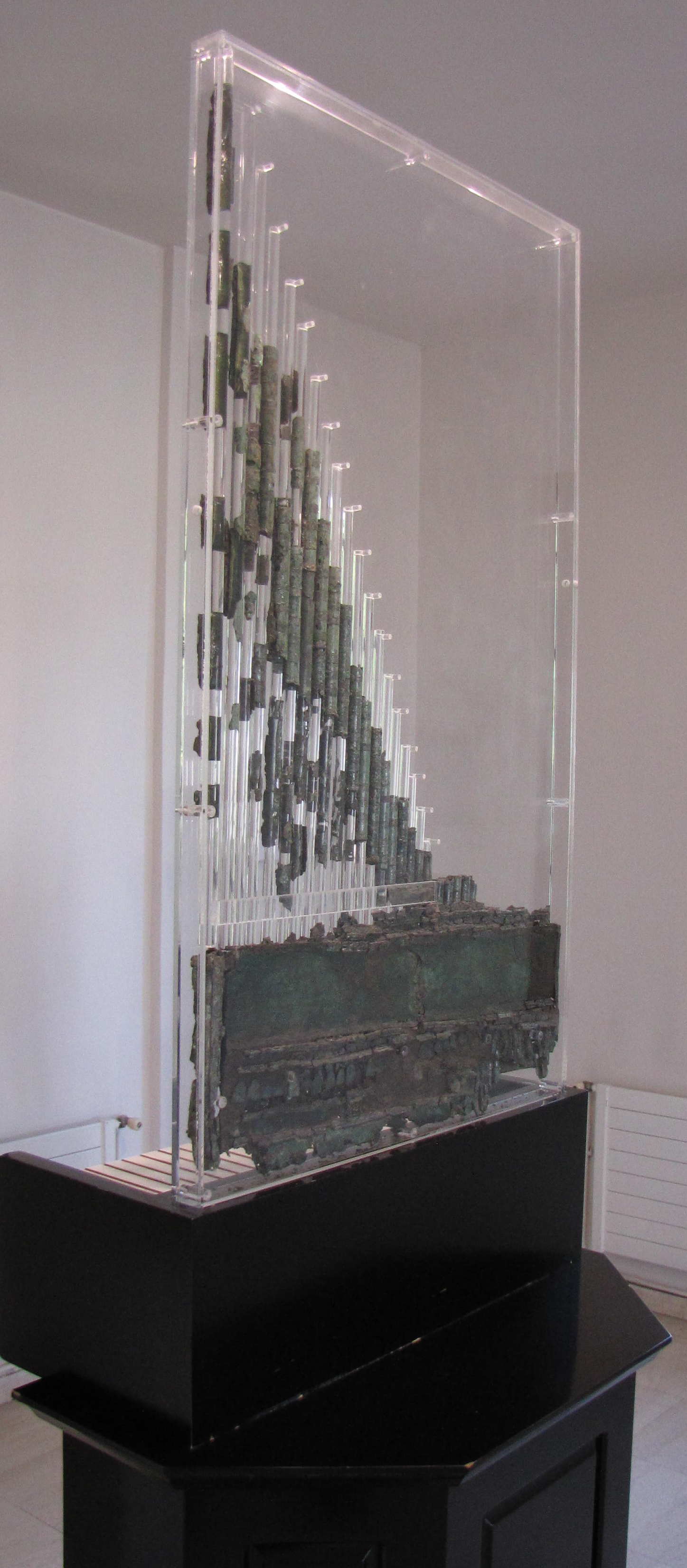
Wasserorgel (aktuelle Ansicht von 2017)

Nach dem Entstehen des Römischen Reiches (31 v. Chr.) sicherte sich Rom das alleinige Recht auf die Prägung von Goldmünzen. Der Aureus war die einzige im Umlauf befindliche Goldmünze. Sie wurde für Zahlungen im Außenhandel und für die Bezahlung hoher Beamter des römischen Staates benutzt. Als interne Währung war der Denar im Umlauf. Die Produktion von Silbermünzen in Makedonien wurde eingestellt, allenfalls Bronzemünzen für den lokalen Handel durften noch produziert werden. Auch in Dion war eine lokale Münzprägestätte; während der Ausgrabungen wurden viele dieser Münzen gefunden.
Eine weitere Neuerung des römischen Münzwesens war es, dass erstmals alle Münzen ein einheitliches Aussehen hatten.

### Wasserorgel
Im Sommer 1992 wurde die Hydraulis (ύδραυλις) genannte Wasserorgel bei Ausgrabungen innerhalb der Reste eines Gebäudes, das sich gegenüber der Villa des Dionysos befindet, gefunden. Sie ist eines der wichtigsten Exponate des Museums und stammt aus dem 1. Jahrhundert v. Chr. Sie entspricht den Instrumenten, die von Heron von Alexandria und Vitruv erwähnt wurden. Die Orgelpfeifen sind zweireihig angeordnet und bestehen aus 24 weiteren und 16 engeren Pfeifen. Sie waren mit silbernen Ringen verziert. Der Körper der Orgel war mit silbernen Streifen und mehrfarbigen, rechteckigen Glasornamenten dekoriert. Das in Dion gefundene Instrument ist der einzige Fund dieser Art in Griechenland; es ist das älteste, bisher entdeckte Exemplar der Welt.

### Werkzeuge und Gegenstände des täglichen Bedarfs
Ausgestellt werden Baumaterialien wie Bodenfliesen, Dachziegel, Ziegelsteine, Ton- und Bleirohre. Tönerne Haushaltsgefäße, die Öl oder Wein enthielten, wurden mit Hilfe von Töpferscheiben produziert und in Brennöfen gebrannt. An Marmorstücken werden die Bearbeitungsspuren verschiedener Werkzeuge verdeutlicht. Es sind eine Vielzahl verschiedener Meißel ausgestellt, neben denen man direkt die Auswirkungen der Bearbeitung des Materials an dem Marmor sehen kann. Ein kleiner Webstuhl verdeutlicht, wie Stoffe hergestellt wurden. An steinernen Werkzeugen werden Mörser und Stößel ausgestellt.
Gesondert erwähnt werden sollte ein Pflug aus dem 3. Jahrhundert n. Chr., der südlich des hellenistischen Theaters gefunden wurde. Aus dem 1. Jahrhundert v. Chr. fand sich eine Handwaage, die sehr fein einstellbar war. Gleichfalls aus dem 1. Jahrhundert v. Chr. stammt ein Speculum, ein Instrument, das für gynäkologische Untersuchungen benutzt wurde.
Ein Modell des Hypokaustums verdeutlicht, wie die Bäder der Stadt beheizt wurden.

### Exponate aus der weiteren Umgebung

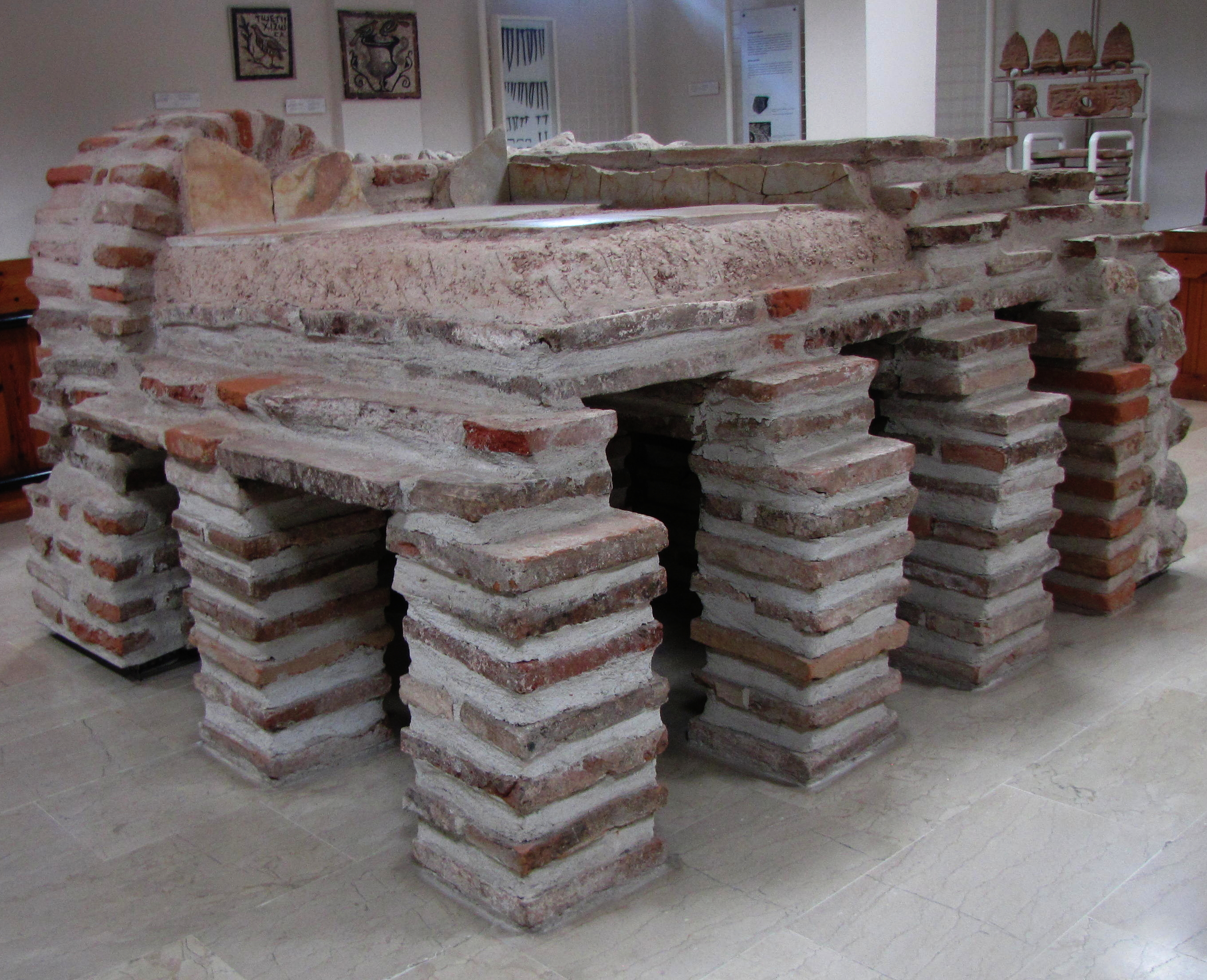
Modell einer Hypokaustenheizung der Thermen

#### Ausgrabung Pigi Athinas (Quelle der Athene)
Diese Ausgrabung liegt am östlichen Fuß des niederen Olymp. Die Anwesenheit von Menschen wurde ab der ersten Hälfte des 7. Jahrtausends v. Chr. nachgewiesen. Erste Siedlungen stammen aus der Zeit der mittleren und späten Neolithischen Zeit (5600–4500 v. Chr.). Einige tausend Jahre später (2100–1050 v. Chr.) wurden Hügelgräber (Tumuli) angelegt. Das zentrale Grab war erheblich größer und tiefer als die umgebenden Gräber, was auf einen besonderen Status des Verstorbenen hindeutet.
Ein römischer Friedhof aus dem 4. Jahrhundert n. Chr. besteht aus 16 Gräbern für 12 Erwachsene und 4 Kinder. Die zahlreichen Grabbeigaben (Kterismata) waren komplett erhalten.

#### Ausgrabung von Tribina
Benannt nach dem Fluss Tribina (oder Derbina) wurden an diesem Ort bei den Grabungen Reste einer Siedlung aus der Zeit um 2500 v. Chr. freigelegt. Aus der mykenischen Zeit datieren 24 Gräber, in denen entweder einzelne Personen oder bis zu drei Personen begraben wurden. Die Gräber haben keine einheitliche Form. Ausgestellt werden Grabbeigaben wie Gefäße, Waffen und Schmuck.

#### Ausgrabung Pigi Artemidos
Am Fuß des Olymp gelegen; die ersten Spuren der Anwesenheit von Menschen datieren um die Mitte des 2. Jahrtausends v. Chr. Ein Hügelgrab aus der späten Bronzezeit wurde von einem steinernen Ring (10 m Durchmesser) umschlossen. Innerhalb des Hügelgrabs wurden neun Gräber gefunden. Das Grab wurde durch die Ansammlung und Anordnung von Steinen in einer bestimmten Form (Sema) gekennzeichnet.

#### Die Gräber von Katerini

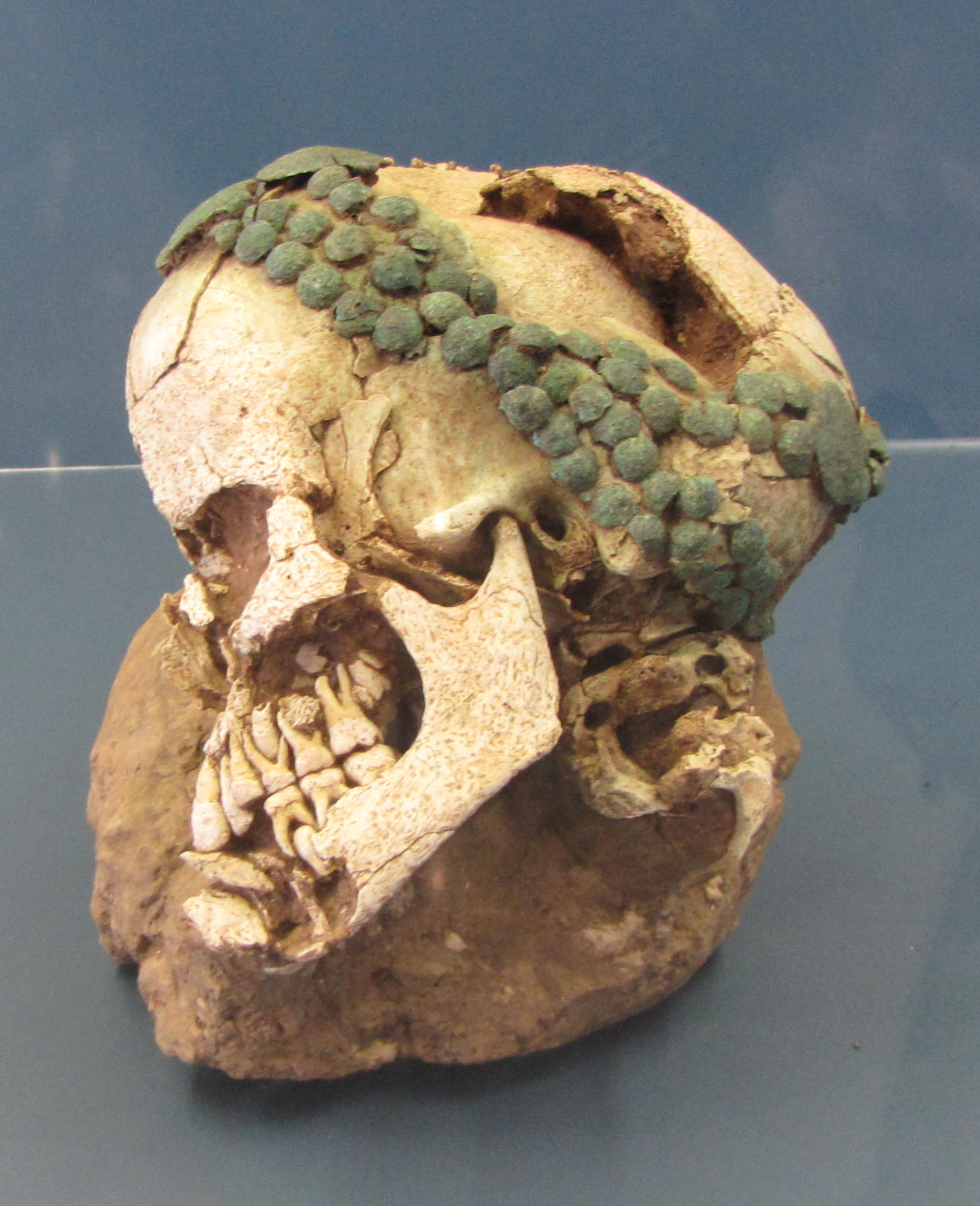
Das schlafende Mädchen

Zwei Kilometer nördlich von Katerini wurden 1977 zwei Gräber (genannt Grab „A“ und Grab „B“) entdeckt. Grab „A“ besteht aus zwei rechteckigen Kammern mit einer marmornen Tür zwischen der Grabkammer und dem Vorraum. Dieser Typ eines makedonischen Grabs ist der Vorläufer der großen makedonischen Gräber, weil ihm die kunstvolle Fassade fehlt, die gewöhnlich in makedonischen Gräbern zu finden ist. Es wurde durch ein flaches Dach bedeckt. Grab „B“ ist kleiner und besitzt lediglich eine Grabkammer. Obwohl die Gräber vor langer Zeit ausgeraubt wurden, verblieben eindrucksvolle Grabbeigaben, die im Archäologischen Museum von Thessaloniki ausgestellt sind.

#### Ausgrabungen von Pydna
In der Nähe von Makrygialos wurde während der Ausgrabungen von 1994 bis 1996, im Grab 108, der Schädel eines Mädchens gefunden. Es war jung verstorben, denn es hatte noch kein vollständig entwickeltes Gebiss. Für sein Begräbnis wurde es mit einem Bronzediadem geschmückt. Weiter trug es ein bronzenes Armband, drei Fingerringe, eine Halskette und metallene Beschläge an seinem Gürtel. Archäologen gaben ihm den Namen „sleeping girl“ (schlafendes Mädchen). Unter den Grabbeigaben befanden sich drei mykenische Tongefäße. Diademe der Art, wie das Mädchen sie trug, waren als Grabbeigabe für Mädchen oder junge Frauen sehr selten. Sie unterstreichen den Rang der Verstorbenen.

## Nebengebäude

### Die Archäothiki

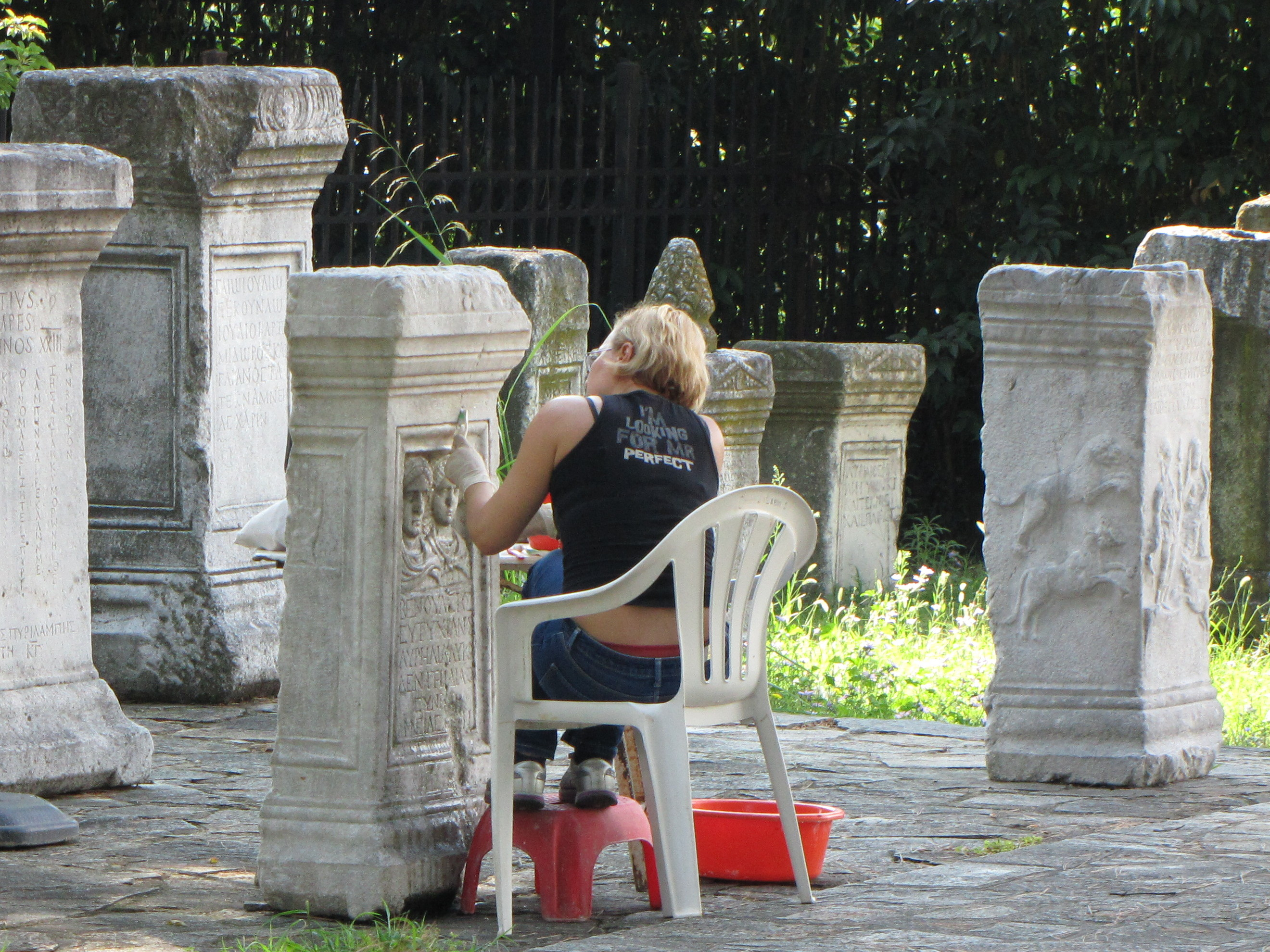
Reinigung der Funde

In diesem westlich des Museums gelegenen und im Jahr 2007 fertiggestellten Gebäude wird das Dionysosmosaik ausgestellt. Von einer Galerie aus kann es von allen Seiten betrachtet werden. In Vitrinen werden dem Besucher die jüngsten Funde von Ausgrabungen aus Dion und Umgebung präsentiert. Ein Video informiert über die Zerlegung des Mosaiks an seiner Fundstelle, den Transport zur Archäothiki und die anschließende Restaurierung. Das Gebäude wurde eigens für die Ausstellung des Dionysosmosaiks errichtet.

### Das Labor
Südlich der Archäothiki ist das wissenschaftliche Labor untergebracht. Es wird von der Aristoteles-Universität von Thessaloniki betrieben.

### Die Werkstätten und Lagerräume
Südöstlich des Museums sind in einem langgestreckten Bau archäologische Funde aus Dion, Leibethra und der Umgebung gelagert. In einer Werkstatt beschäftigt sich Fachpersonal mit der Katalogisierung, Reinigung und Restaurierung der Fundstücke. An einem rundum begehbaren Tisch werden Reparaturen von zerbrochenen Tonwaren ausgeführt. Mit Hilfe eines Mikroskops werden feinste Arbeiten verrichtet, Teile von Fundstücken werden analysiert, Münzen werden poliert etc. Die Endreinigung mancher Funde erfolgt mit klarem Wasser und Zahnbürsten. In den Werkstätten werden Kopien besondere Fundstücke angefertigt.

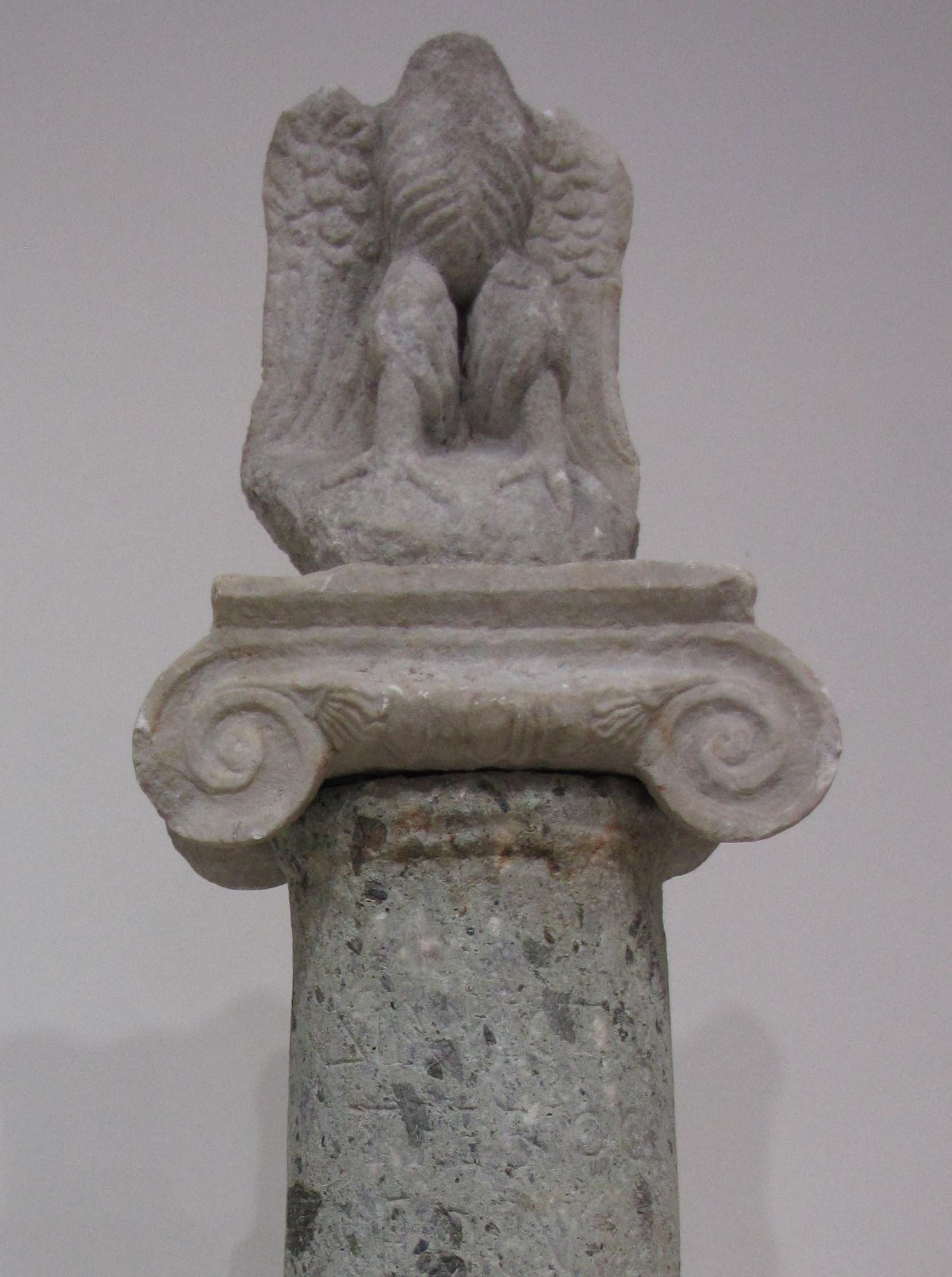
Adler des Zeus Hypsistos
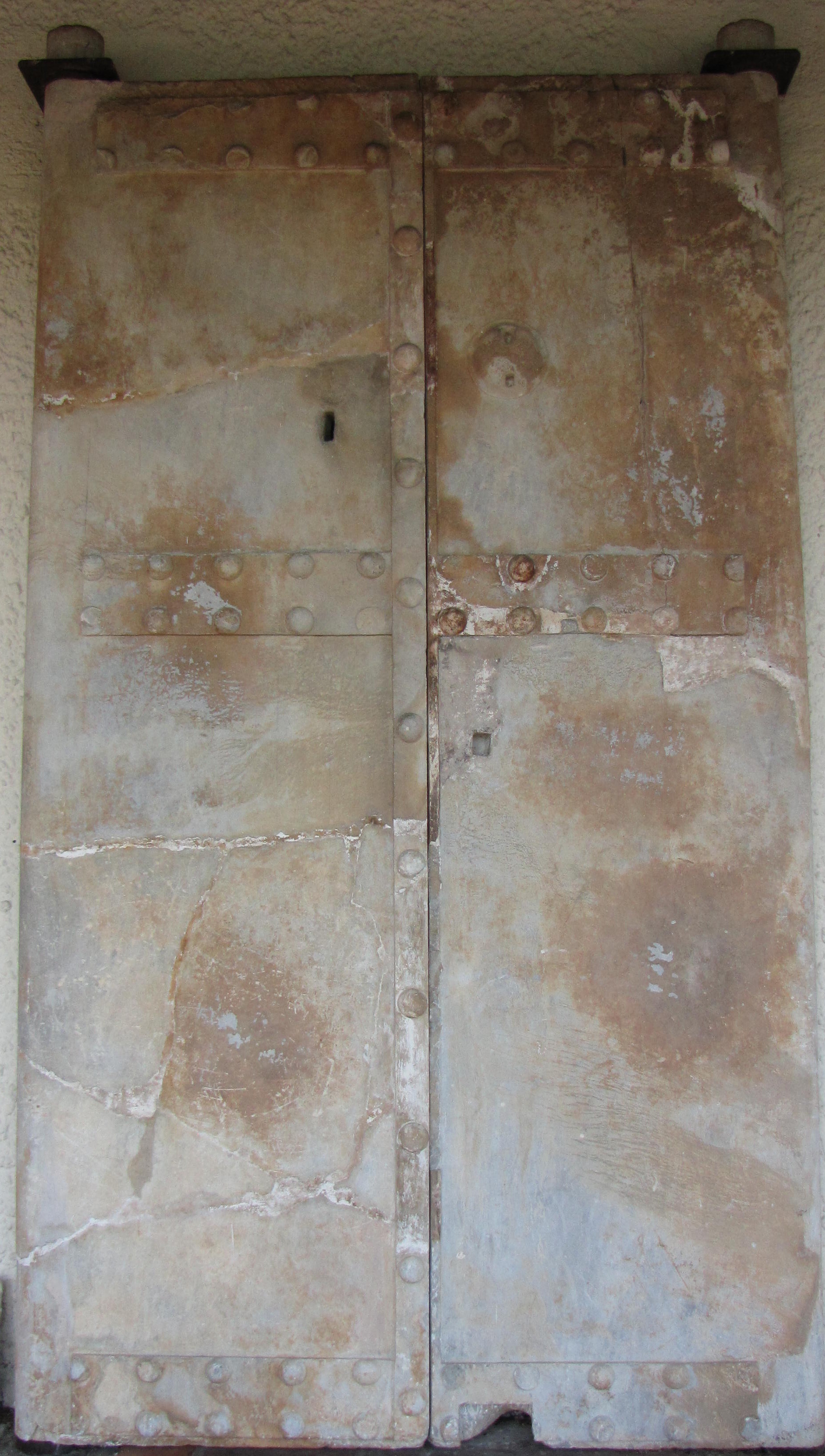
Marmortür
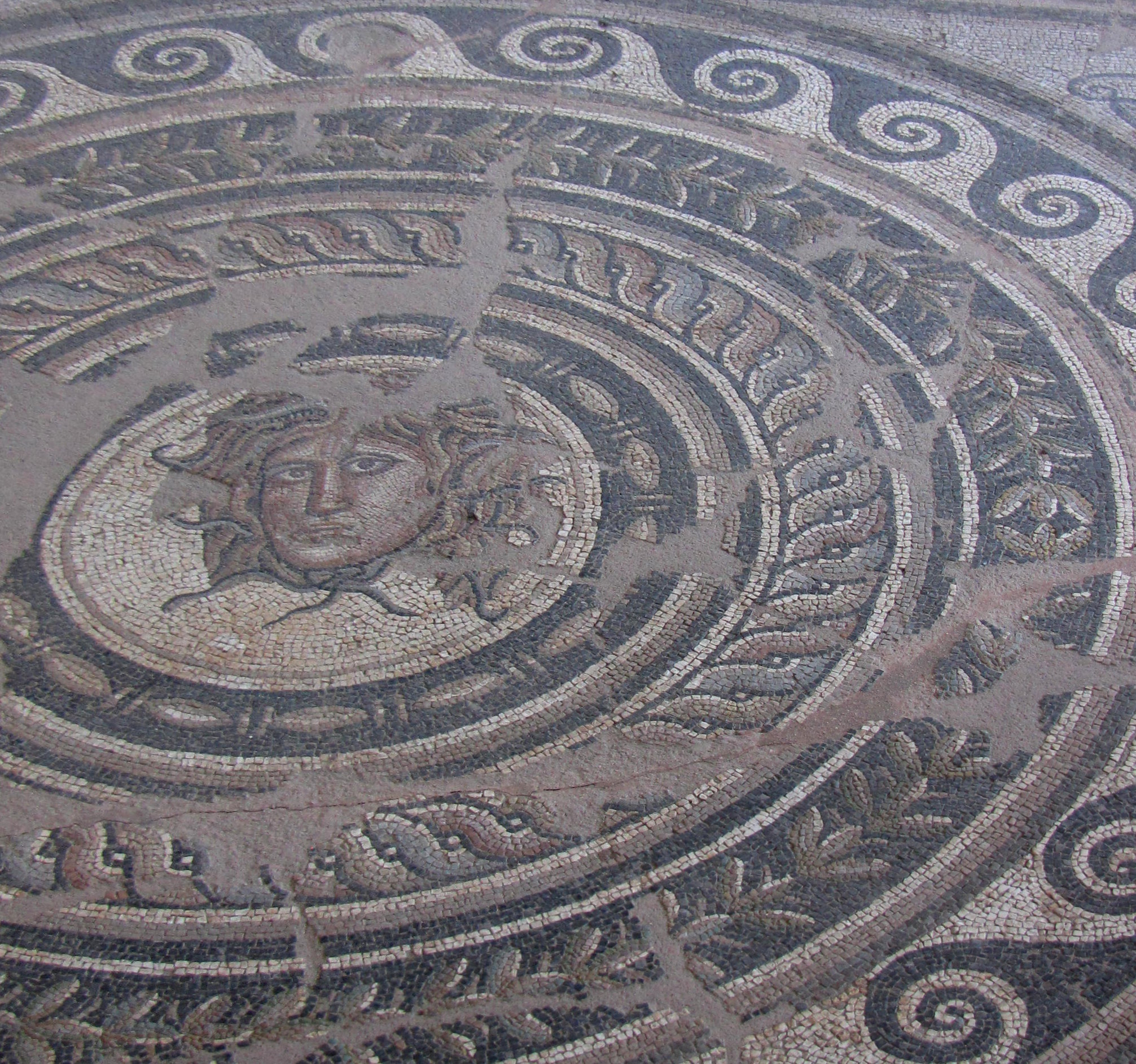
Medusenhaupt, Villa Dionysos
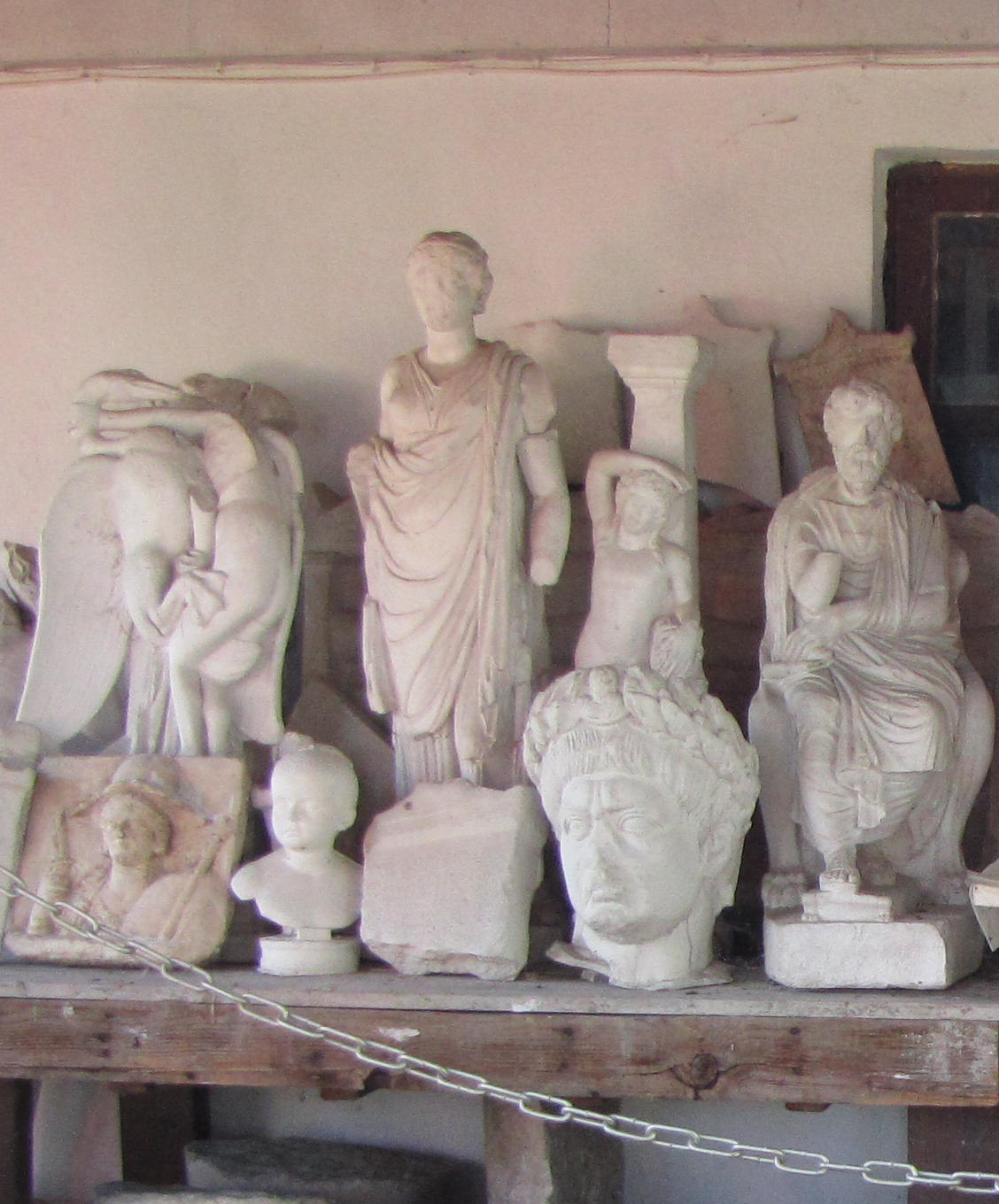
Kopien der Funde